# Donald MacLean (ishockeyspelare)

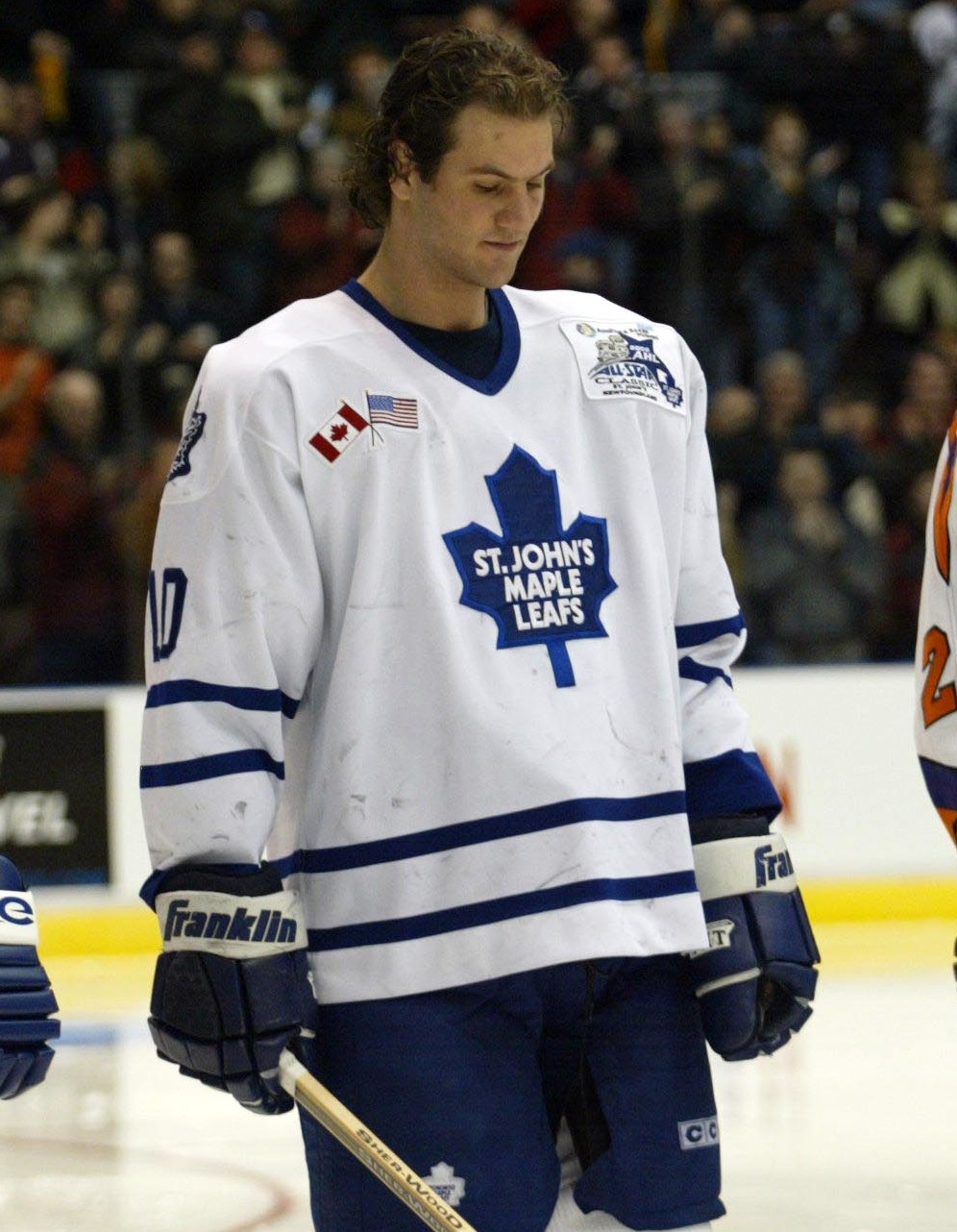

Donald MacLean, född 14 januari 1977, är en kanadensisk ishockeyspelare. Han har spelat i NHL i klubbarna Los Angeles Kings, Toronto Maple Leafs och Detroit Red Wings.
Säsongen 2008-2009 spelade han i Malmö Redhawks.